# بروتیزولام
بروتیزولام (با نام تجاری لندورمین به بازار عرضه می‌شود) یک داروی آرامبخش-خواب‌آور از دسته تیینوتریازولودیازپین‌ها و آنالوگی از بنزودیازپین است. این ماده خاصیت ضد اضطراب، ضدتشنج، خواب‌آوری، آرامبخشی و شل کننده عضلات اسکلتی دارد. تأثیرگذاری آن مشابه سایر بنزودیازپین‌های خواب آورِ کوتاه مدت مانند تریازولام یا میدازولام می‌باشد. این دارو در درمان کوتاه مدت بی خوابی مزمن استفاده می‌شود. بروتیزولام یک خواب‌آور بسیار قوی و کوتاه مدت است که با دوز معمول بین ۰٫۱۲۵ تا ۰٫۲۵ میلی‌گرم و با نیمه عمر متوسط ۴٫۴ ساعت (بین ۳٫۶-۷٫۹ ساعت) به سرعت از بدن دفع می‌شود.
این دارو در سال ۱۹۷۴ ثبت اختراع شد و در سال ۱۹۸۴ مورد استفاده پزشکی قرار گرفت. بروتیزولام برای فروش در انگلیس، ایالات متحده و کانادا مورد تأیید قرار نگرفته‌است؛ اما در کشورهای هلند، آلمان، اسپانیا، بلژیک، لوکزامبورگ، اتریش، پرتغال، اسرائیل، ایتالیا، تایوان و ژاپن مورد تأیید می‌باشد.

## نام‌های تجاری
| نام تجاری             | کشور                                                                       |
| Bondormin, Brotizolam | اسرائیل                                                                    |
| Dormex                | شیلی                                                                       |
| Lendorm               | اتریش, دانمارک                                                             |
| Lendormin             | آفریقای جنوبی، بلژیک، آلمان، مجارستان، ایتالیا، ژاپن، هلند، پرتغال، تایوان |
| Lendormine            | سوئیس                                                                      |
| Lindormin             | مکزیک                                                                      |
| Noctilan              | شیلی                                                                       |
| Sintonal              | اسپانیا                                                                    |

## یادداشت
1. ↑  Brotizolam
2. ↑  Lendormin

## مطالعه بیشتر
- Greenblatt DJ, Locniskar A, Shader RI (1983). "Pilot pharmacokinetic study of brotizolam, a thienodiazepine hypnotic, using electron-capture gas-liquid chromatography". Sleep. 6 (1): 72–6. doi:10.1093/sleep/6.1.72. PMID 6844800.
- Langley MS, Clissold SP (February 1988). "Brotizolam. A review of its pharmacodynamic and pharmacokinetic properties, and therapeutic efficacy as an hypnotic". Drugs. 35 (2): 104–22. doi:10.2165/00003495-198835020-00002. PMID 3281819.
- Bechtel WD (1983). "Pharmacokinetics and metabolism of brotizolam in humans". British Journal of Clinical Pharmacology. 16 Suppl 2 (Suppl 2): 279S–283S. doi:10.1111/j.1365-2125.1983.tb02301.x. PMC 1428235. PMID 6661373.
- Jochemsen R, Wesselman JG, Hermans J, van Boxtel CJ, Breimer DD (1983). "Pharmacokinetics of brotizolam in healthy subjects following intravenous and oral administration". British Journal of Clinical Pharmacology. 16 Suppl 2 (Suppl 2): 285S–290S. doi:10.1111/j.1365-2125.1983.tb02302.x. PMC 1428208. PMID 6661374.